# Digitaria ciliaris
Digitaria ciliaris é uma espécie de planta com flor pertencente à família Poaceae. 
A autoridade científica da espécie é (Retz.) Koeler, tendo sido publicada em Descriptio Graminum in Gallia et Germania 27. 1802.

## Portugal
Trata-se de uma espécie presente no território português, nomeadamente no Arquipélago dos Açores e no  Arquipélago da Madeira.
Em termos de naturalidade é introduzida nas duas regiões atrás indicadas.

## Protecção
Não se encontra protegida por legislação portuguesa ou da Comunidade Europeia.